# Bom Princípio
Bom Princípio är en kommun i Brasilien.   Den ligger i delstaten Rio Grande do Sul, i den södra delen av landet, 1 600 km söder om huvudstaden Brasília. Antalet invånare är 11 792. Arean är 88 kvadratkilometer.
Terrängen i Bom Princípio är huvudsakligen kuperad, men söderut är den platt.
I omgivningarna runt Bom Princípio växer i huvudsak städsegrön lövskog. Runt Bom Princípio är det ganska tätbefolkat, med 192 invånare per kvadratkilometer.